# Cobra Kai
Cobra Kai är en amerikansk action- och dramakomedi-webbserie som är baserad på filmerna om Karate Kid och som är skapad av Jon Hurwitz, Hayden Schlossberg och Josh Heald. Serien har tidigare sänts på Youtube (Premium) men sänds från den 22 juni 2020 på Netflix. Bland de medverkande finns William Zabka och Ralph Macchio (från Karate Kid) tillsammans med Xolo Maridueña, Jacob Bertrand, Courtney Henggeler, Tanner Buchanan och Mary Mouser.